# Arnulfe de Milan
Arnulfe de Milan (en latin Arnulfus Mediolanensis), est un historien milanais du XIe siècle, mort après 1077, auteur d'une chronique en latin de Milan.

## Biographie
Arnulfe de Milan est le petit-neveu d'un frère d'Arnulfe I, évêque de Milan de 970 à 974,. Il est possible qu'il soit un clerc, mais il n'y en a aucune preuve précise. 
Il est né à la fin du Xe siècle ou au début du XIe siècle. Il relate dans sa chronique des événements de 1018 dont il est le témoin oculaire ; le dernier événement qu'il y relate date de 1077, année où il est l'un des envoyés de Milan à Rome pour négocier la réconciliation entre Milan et le pape Grégoire VII.

## Œuvre
Vers 1072-1077, il écrit le Liber gestorum recentium en cinq livres, désigné également sous le titre Gesta archiepiscoporum Mediolanensium, une histoire de Milan et de ses archevêques entre 925 et 1077. 
Arnulf présente dans le premier livre sa chronique comme « le récit, présenté dans un langage courant, des actes accomplis par nos rois, nos évêques et nos concitoyens de Milan et d'ailleurs, ainsi que par nos compatriotes du royaume d'Italie, que j'ai vus moi-même ou que j'ai entendus d'une manière ou d'une autre de la bouche de ceux qui les ont vus ou de ceux qui les ont vus un peu plus tard ».
Sa chronique commence en 925, lorsque Hugues d'Arles, roi d'Italie, exerce son droit de nommer un archevêque de Milan. Elle couvre les années de la réforme grégorienne, du mouvement réformateur milanais de la pataria (mouvement de réaction du clergé de base milanais contre l'enrichissement et les pratiques de simonie du haut clergé) et de la querelle des Investitures. Elle s'achève en 1007, lors de l'élection de l'antiroi Rodolphe de Rheinfelden.
Si dans les premiers livres, Arnulfe défend l'Église de Milan contre la réforme de l'église et les revendications de la pataria, dans les deux derniers, écrits après son ambassade à Rome, il reconnaît la suprématie de Rome sur l'Église de Milan.
La chronique d'Arnulfe de Milan est conservée dans 12 manuscrits médiévaux. Elle est éditée au XVIIIe siècle, dans le 3e volume des Scriptores rerum Brunsvicensium publié sous la direction de Leibniz en 1711. Elle fait l'objet de deux éditions: dans le 4e volume du Thesaurus Antiquarum Italicarum de Burmann en 1722, et dans le 4e volume du Rerum Italicarum Scriptores de Ludovico Antonio Muratori. Elle a fait l'objet d'éditions critiques au XIXe siècle et au XXe siècle.

### Éditions de la chronique
- (la + de) Ludwig Konrad Bethmann et Wilhelm Wattenbach, Gesta archiepiscoporum Mediolanensium, Hanovre, coll. « Monumenta Germaniae Historica. Scriptores. Vol. VIII », 1848.
- (la + de) Claudia Zey (édition du texte latin, introduction en allemand), Liber gestorum recentium, Hanovre, Hahnsche Buchhandlung, coll. « Scriptores rerum germanicarum in usum scholarum ex Monumenta germania historicio separatim editi » (no 67), 1994, 298 p. (ISBN 3775253882).
- (la + it) Irene Scaravelli (édition du texte latin, introduction en italien), Liber gestorum recentium ; edizione criticamente riveduta e traduzione, Bologne, Zanichelli, coll. « Fonti per la storia dell'Italia medievale. Storici italiani dal Cinquecento al Millecinquecento ad uso delle scuole » (no 1), 1996 (ISBN 880817350X).

### Études
- (it) Cinzio Violante, La Pataria milanese e la Riforma ecclesiastica. I. Le premesse (1045-1057), Rome, nella Sede dell'Istituto, coll. « Studi Storici », 1955, pp. XII-224.
- (it) Cinzio Violante, « Arnolfo », dans Dizionario Biografico degli Italiani, Rome, Istituto dell'Enciclopedia Italiana, 1962 (ISBN 978-8-81200032-6, lire en ligne), volume 4: Arconati–Bacaredda.
- (de) L. Fasola, « Arnulf von Mailand, Chronist », dans Lexikon des Mittelalters, Munich, 1980, vol. 1, p. 1020.
- (de) Deborah Rohne, Der erste Italienfeldzug Otto I. in den Chroniken Ottos von Freising und Arnulfs von Mailand. Ein Feldzug im Spiegel zweier Quellen, Munich, GRIN Verlag, 2023.
- « Arnulfe de Milan », dans Louis-Gabriel Michaud, Biographie universelle ancienne et moderne : histoire par ordre alphabétique de la vie publique et privée de tous les hommes avec la collaboration de plus de 300 savants et littérateurs français ou étrangers, 2e édition, 1843-1865 [détail de l’édition]